# Hlavačka poloměsíčitá
Hlavačka poloměsíčitá (Proterorhinus semilunaris), je menší druh paprskoploutvé ryby z čeledi hlaváčovití (Gobiidae), který pochází z úmoří v okolí Černého moře. Průměrně se dožívá pouhých 2–3 let života, ale za vhodných podmínek je schopná žít až 5 let.
Dříve byla často označována jako hlavačka mramorovaná (Proterorhinus marmoratus), nicméně dle nejnovějšího taxonomického rozdělení byl původní druh hlavačka mramorovaná rozdělen na 3 druhy: na hlavačku mramorovanou (Proterorhinus marmoratus (Pallas, 1814)) obývající brakické a slané vody úmoří Černého moře, dále na Proterorhinus semipellucidus (Kessler, 1877) obývající sladké vody v úmoří Kaspického moře a na hlavačku poloměsíčitou (Proterorhinus semilunaris (Heckel, 1837)).

## Popis a determinační znaky
Hlavačka poloměsíčitá v ČR má obvykle velikost 4–8 cm. Váží okolo 1–3 g. Je hnědošedě či šedozeleně zbarvená s výrazným mramorováním na bocích. Od hlavy až k prsním ploutvím má ktenoidní šupiny, od prsních ploutví k ocasní ploutvi má cykloidní šupiny. Má difycerkní (zaoblenou) ocasní ploutev, její břišní ploutve srůstají v tzv. přísavný terč a je umístěn na stejné úrovní jako báze první hřbetní ploutve. Řitní ploutev a párové prsní ploutve jsou také zaoblené, první hřbetní ploutev je tvořena 6–7 tvrdými paprsky a druhá hřbetní ploutev, která je od ní oddělená, se skládá z 1 tvrdého paprsku a 14–20 měkkých větvených paprsků. Přes horní pysk koncových úst jsou vedeny protáhlé přední nosní trubičky směřující dolů, které pouze na pohled vypadají jako hmatové vousky. Chybí u nich postranní čára.

## Výskyt vČesku i ve světě
První nález na českém území byl zaznamenán v roce 1994 v Mušovské údolní nádrži na jižní Moravě a v roce 1997 byla její samostatná populace objevena u přítoku Vranovské nádrže. Za tuto dobu se poměrně rychle rozšířila a dnes ji můžeme nalézt v nejspodnějším úseku řeky Moravy, v řece Dyji v úseku od soutoku s řekou Jevišovkou až po ústí do řeky Moravy. Také ji můžeme najít v okolí Pálavy či v řece Svratce a řece Jihlavě.
Hlavačka poloměsíčitá patří mezi nepůvodní sladkovodní druhy. Jejím původním areálem rozšíření je úmoří Černého moře. Nicméně díky přizpůsobení hlavaček k vnějším podmínkám se tento druh rozšířil a kromě původního areálu pronikl dále do Evropy včetně Slovenska a Česka přes povodí řeky Dunaj.

## Ekologie
Hlavačka poloměsíčitá je schopná žít v nejrůznějších typech sladkovodních vodních ploch od řek po stojaté vodní nádrže. Trvale se zdržuje u dna, kde se pohybuje nemotorným poplouváním a krátkými poskoky kvůli absenci plynového měchýře, proto je brána za špatného plavce. Díky přítomnosti přísavného terče se pohybuje po kamenech a rostlinách během slunných dní, nicméně aktivnější je zejména v noci. Hlavačka poloměsíčitá je nesmírně pomalá, a proto si vybírá stanoviště s největším počtem úkrytů pro její ochranu a nejlépe velice zarostlá.

## Potrava
Potravní složku hlavaček tvoří primárně drobní živočichové (makrozoobentos), které najde na dně a v jeho okolí. Jsou to například larvy vodního hmyzu (pakomárů, chrostíků, atd.), drobní korýši a dle nejnovějších výzkumů se mohou v jejich žaludku objevit i jikry vlastního druhu či druhu jiného zástupce z čeledi hlaváčovití. Jsou to tedy karnivoři s potvrzeným kanibalismem.

## Rozmnožování
Rozmnožování hlavaček probíhá od jara až do léta u dna vod. Jikry jsou kladeny ve dvou až třech dávkách. Samice jich celkem naklade v rozmezí 200–850 zpravidla na spodní stranu listů vodních rostlin nebo pod kameny, vzácně si staví i primitivní hnízda. Mlíčňáci před samotným třením svádí boje o samici. Mlíčňáci po nakladení jikry ochraňují a ovívají svými ploutvemi. Potěr později přijímá hlavně drobnou potravu jako vířníky, trepky nebo nálevníky. Chov v zajetí je sice možný, ale kvůli své náročnosti se příliš nedoporučuje. Pohlavní dimorfismus není při tření tak výrazný, i proto se pohlaví jedinců určuje podle délky urogenitální papily (u samců je delší, štíhlejší a tmavší než u samic).

## Význam
V Česku hlavačka poloměsíčitá není příliš hojná, má zde spíše vědeckou a kulturní hodnotu, ale i přesto ji někteří rybáři využívají pro sportovní rybolov.

## Ochrana
Hlavačky poloměsíčité nepatří mezi chráněné či ohrožené druhy.. Spekuluje se, že do Evropy pronikla přirozenou cestou (imigrací).

#### Legislativa
- Status ochrany rybích druhů dle Vyhlášky 395/1992 Sb., vyhlášky ministerstva životního prostředí České republiky, kterou se provádějí některá ustanovení zákona České národní rady č. 114/1992 Sb., o ochraně přírody a krajiny.
- Status ochrany rybích druhů dle Bližších podmínek výkonu rybářského práva na revírech ČRS (§ 13 odstavec 9 zákona č. 99/2004 Sb.), tzv. Rybářského řádu
- Stupeň ohrožení jednotlivých druhů ryb dle Červeného seznamu ryb a mihulí.